# 2009-es Formula–1 spanyol nagydíj
A spanyol nagydíj volt a 2009-es Formula–1 világbajnokság ötödik futama, amelyet 2009. május 8. és május 10. között rendeztek meg a spanyolországi Circuit de Catalunyán, Barcelonában.

## Szabadedzések

### Első szabadedzés
A spanyol nagydíj első szabadedzését május 8-án, pénteken délelőtt tartották.
A szabadedzést a Brawn GP angol pilótája, Jenson Button nyerte az olasz Jarno Trulli és a lengyel Robert Kubica előtt.
| Helyezés | Versenyző            | Csapat/Motor         | Elért idő | Különbség | Futott kör |
| -------- | -------------------- | -------------------- | --------- | --------- | ---------- |
| 1        | Jenson Button        | Brawn-Mercedes       | 1:21,799  | −         | 21         |
| 2        | Jarno Trulli         | Toyota               | 1:22,154  | + 0,355   | 30         |
| 3        | Robert Kubica        | BMW Sauber           | 1:22,221  | + 0,422   | 24         |
| 4        | Nick Heidfeld        | BMW Sauber           | 1:22,658  | + 0,859   | 14         |
| 5        | Nakadzsima Kazuki    | Williams-Toyota      | 1:22,659  | + 0,860   | 24         |
| 6        | Nico Rosberg         | Williams-Toyota      | 1:22,667  | + 0,868   | 26         |
| 7        | Nelson Piquet Jr.    | Renault              | 1:22,753  | + 0,954   | 24         |
| 8        | Timo Glock           | Toyota               | 1:22,828  | + 1,029   | 29         |
| 9        | Felipe Massa         | Ferrari              | 1:22,855  | + 1,056   | 15         |
| 10       | Rubens Barrichello   | Brawn-Mercedes       | 1:22,859  | + 1,060   | 24         |
| 11       | Kimi Räikkönen       | Ferrari              | 1:22,873  | + 1,074   | 20         |
| 12       | Mark Webber          | Red Bull-Renault     | 1:22,934  | + 1,135   | 25         |
| 13       | Sebastian Vettel     | Red Bull-Renault     | 1:22,959  | + 1,160   | 24         |
| 14       | Lewis Hamilton       | McLaren-Mercedes     | 1:23,077  | + 1,278   | 21         |
| 15       | Sébastien Bourdais   | Toro Rosso-Ferrari   | 1:23,088  | + 1,289   | 30         |
| 16       | Giancarlo Fisichella | Force India-Mercedes | 1:23,089  | + 1,290   | 25         |
| 17       | Fernando Alonso      | Renault              | 1:23,157  | + 1,358   | 18         |
| 18       | Sébastien Buemi      | Toro Rosso-Ferrari   | 1:23,185  | + 1,386   | 31         |
| 19       | Heikki Kovalainen    | McLaren-Mercedes     | 1:23,522  | + 1,723   | 17         |
| 20       | Adrian Sutil         | Force India-Mercedes | 1:23,536  | + 1,737   | 19         |

### Második szabadedzés
A spanyol nagydíj második szabadedzését május 8-án, pénteken délután tartották.
| Helyezés | Versenyző            | Csapat/Motor         | Elért idő | Különbség | Futott kör |
| -------- | -------------------- | -------------------- | --------- | --------- | ---------- |
| 1        | Nico Rosberg         | Williams-Toyota      | 1:21,588  | −         | 43         |
| 2        | Nakadzsima Kazuki    | Williams-Toyota      | 1:21,740  | + 0,152   | 40         |
| 3        | Fernando Alonso      | Renault              | 1:21,781  | + 0,193   | 36         |
| 4        | Rubens Barrichello   | Brawn-Mercedes       | 1:21,843  | + 0,255   | 39         |
| 5        | Mark Webber          | Red Bull-Renault     | 1:22,027  | + 0,439   | 37         |
| 6        | Jenson Button        | Brawn-Mercedes       | 1:22,052  | + 0,464   | 35         |
| 7        | Sebastian Vettel     | Red Bull-Renault     | 1:22,082  | + 0,494   | 45         |
| 8        | Nelson Piquet Jr.    | Renault              | 1:22,349  | + 0,761   | 26         |
| 9        | Sébastien Buemi      | Toro Rosso-Ferrari   | 1:22,571  | + 0,983   | 17         |
| 10       | Kimi Räikkönen       | Ferrari              | 1:22,599  | + 1,011   | 40         |
| 11       | Sébastien Bourdais   | Toro Rosso-Ferrari   | 1:22,615  | + 1,027   | 30         |
| 12       | Giancarlo Fisichella | Force India-Mercedes | 1:22,670  | + 1,082   | 32         |
| 13       | Lewis Hamilton       | McLaren-Mercedes     | 1:22,809  | + 1,221   | 31         |
| 14       | Heikki Kovalainen    | McLaren-Mercedes     | 1:22,876  | + 1,288   | 29         |
| 15       | Felipe Massa         | Ferrari              | 1:22,878  | + 1,290   | 35         |
| 16       | Robert Kubica        | BMW Sauber           | 1:22,948  | + 1,360   | 40         |
| 17       | Nick Heidfeld        | BMW Sauber           | 1:23,173  | + 1,585   | 39         |
| 18       | Timo Glock           | Toyota               | 1:23,360  | + 1,772   | 46         |
| 19       | Jarno Trulli         | Toyota               | 1:23,623  | + 2,035   | 47         |
| 20       | Adrian Sutil         | Force India-Mercedes |           |           | 0          |

### Harmadik szabadedzés
A spanyol nagydíj harmadik szabadedzését május 9-én, szombaton délelőtt tartották.
| Helyezés | Versenyző            | Csapat/Motor         | Elért idő | Különbség | Futott kör |
| -------- | -------------------- | -------------------- | --------- | --------- | ---------- |
| 1        | Felipe Massa         | Ferrari              | 1:20,553  | −         | 18         |
| 2        | Kimi Räikkönen       | Ferrari              | 1:20,635  | + 0,082   | 22         |
| 3        | Jenson Button        | Brawn-Mercedes       | 1:21,050  | + 0,497   | 19         |
| 4        | Rubens Barrichello   | Brawn-Mercedes       | 1:21,163  | + 0,610   | 17         |
| 5        | Robert Kubica        | BMW Sauber           | 1:21,239  | + 0,686   | 21         |
| 6        | Jarno Trulli         | Toyota               | 1:21,256  | + 0,703   | 23         |
| 7        | Lewis Hamilton       | McLaren-Mercedes     | 1:21,346  | + 0,793   | 16         |
| 8        | Timo Glock           | Toyota               | 1:21,377  | + 0,824   | 26         |
| 9        | Sébastien Buemi      | Toro Rosso-Ferrari   | 1:21,424  | + 0,871   | 19         |
| 10       | Fernando Alonso      | Renault              | 1:21,499  | + 0,946   | 17         |
| 11       | Heikki Kovalainen    | McLaren-Mercedes     | 1:21,519  | + 0,966   | 15         |
| 12       | Nico Rosberg         | Williams-Toyota      | 1:21,594  | + 1,041   | 20         |
| 13       | Mark Webber          | Red Bull-Renault     | 1:21,629  | + 1,076   | 19         |
| 14       | Sébastien Bourdais   | Toro Rosso-Ferrari   | 1:21,649  | + 1,096   | 19         |
| 15       | Nelson Piquet Jr.    | Renault              | 1:21,685  | + 1,132   | 18         |
| 16       | Sebastian Vettel     | Red Bull-Renault     | 1:21,689  | + 1,136   | 18         |
| 17       | Giancarlo Fisichella | Force India-Mercedes | 1:21,909  | + 1,356   | 19         |
| 18       | Nakadzsima Kazuki    | Williams-Toyota      | 1:22,043  | + 1,490   | 19         |
| 19       | Adrian Sutil         | Force India-Mercedes | 1:22,232  | + 1,679   | 19         |
| 20       | Nick Heidfeld        | BMW Sauber           | 1:23,457  | + 2,904   | 8          |

## Időmérő edzés
A spanyol nagydíj időmérő edzését május 9-én, szombaton futották.
| Helyezés | Versenyző            | Csapat/Motor         | 1. rész  | 2. rész  | 3. rész  |
| -------- | -------------------- | -------------------- | -------- | -------- | -------- |
| 1        | Jenson Button        | Brawn-Mercedes       | 1:20.707 | 1:20.192 | 1:20.527 |
| 2        | Sebastian Vettel     | Red Bull-Renault     | 1:20.715 | 1:20.220 | 1:20.660 |
| 3        | Rubens Barrichello   | Brawn-Mercedes       | 1:20.808 | 1:19.954 | 1:20.762 |
| 4        | Felipe Massa         | Ferrari              | 1:20.484 | 1:20.149 | 1:20.934 |
| 5        | Mark Webber          | Red Bull-Renault     | 1:20.689 | 1:20.007 | 1:21.049 |
| 6        | Timo Glock           | Toyota               | 1:20.877 | 1:20.107 | 1:21.247 |
| 7        | Jarno Trulli         | Toyota               | 1:21.189 | 1:20.420 | 1:21.254 |
| 8        | Fernando Alonso      | Renault              | 1:21.186 | 1:20.509 | 1:21.392 |
| 9        | Nico Rosberg         | Williams-Toyota      | 1:20.745 | 1:20.256 | 1:22.558 |
| 10       | Robert Kubica        | BMW Sauber           | 1:20.931 | 1:20.408 | 1:22.685 |
| 11       | Nakadzsima Kazuki    | Williams-Toyota      | 1:20.818 | 1:20.531 |          |
| 12       | Nelson Piquet Jr.    | Renault              | 1:21.128 | 1:20.604 |          |
| 13       | Nick Heidfeld        | BMW Sauber           | 1:21.095 | 1:20.676 |          |
| 14       | Lewis Hamilton       | McLaren-Mercedes     | 1:20.991 | 1:20.805 |          |
| 15       | Sébastien Buemi      | Toro Rosso-Ferrari   | 1:21.033 | 1:21.067 |          |
| 16       | Kimi Räikkönen       | Ferrari              | 1:21.291 |          |          |
| 17       | Sébastien Bourdais   | Toro Rosso-Ferrari   | 1:21.300 |          |          |
| 18       | Heikki Kovalainen    | McLaren-Mercedes     | 1:21.675 |          |          |
| 19       | Adrian Sutil         | Force India-Mercedes | 1:21.742 |          |          |
| 20       | Giancarlo Fisichella | Force India-Mercedes | 1:22.204 |          |          |

## Futam
A spanyol nagydíj futama május 10-én, vasárnap, közép-európai idő szerint 14:00 órakor rajtolt.
| Helyezés | Rajtszám | Versenyző            | Csapat/Motor         | Futott kör | Idő/Kiesés oka | Rajthely | Pont |
| -------- | -------- | -------------------- | -------------------- | ---------- | -------------- | -------- | ---- |
| 1        | 22       | Jenson Button        | Brawn-Mercedes       | 66         | 1h37:19.202    | 1        | 10   |
| 2        | 23       | Rubens Barrichello   | Brawn-Mercedes       | 66         | + 13.056       | 3        | 8    |
| 3        | 14       | Mark Webber          | Red Bull-Renault     | 66         | + 13.924       | 5        | 6    |
| 4        | 15       | Sebastian Vettel     | Red Bull-Renault     | 66         | + 18.941       | 2        | 5    |
| 5        | 7        | Fernando Alonso      | Renault              | 66         | + 43.166       | 8        | 4    |
| 6        | 3‡       | Felipe Massa         | Ferrari              | 66         | + 50.827       | 4        | 3    |
| 7        | 6        | Nick Heidfeld        | BMW Sauber           | 66         | + 52.312       | 13       | 2    |
| 8        | 16       | Nico Rosberg         | Williams-Toyota      | 66         | + 1:05.211     | 9        | 1    |
| 9        | 1‡       | Lewis Hamilton       | McLaren-Mercedes     | 65         | + 1 kör        | 14       |      |
| 10       | 10       | Timo Glock           | Toyota               | 65         | + 1 kör        | 6        |      |
| 11       | 5        | Robert Kubica        | BMW Sauber           | 65         | + 1 kör        | 10       |      |
| 12       | 8        | Nelson Piquet Jr.    | Renault              | 65         | + 1 kör        | 12       |      |
| 13       | 17       | Nakadzsima Kadzuki   | Williams-Toyota      | 65         | + 1 kör        | 11       |      |
| 14       | 21       | Giancarlo Fisichella | Force India-Mercedes | 65         | + 1 kör        | 20       |      |
| Ki       | 4‡       | Kimi Räikkönen       | Ferrari              | 17         | Hidraulika     | 16       |      |
| Ki       | 2‡       | Heikki Kovalainen    | McLaren-Mercedes     | 7          | Váltóhiba      | 18       |      |
| Ki       | 9        | Jarno Trulli         | Toyota               | 0          | Ütközés        | 7        |      |
| Ki       | 12       | Sébastien Buemi      | Toro Rosso-Ferrari   | 0          | Ütközés        | 15       |      |
| Ki       | 11       | Sébastien Bourdais   | Toro Rosso-Ferrari   | 0          | Ütközés        | 17       |      |
| Ki       | 20       | Adrian Sutil         | Force India-Mercedes | 0          | Ütközés        | 19       |      |

* A ‡-tel jelzett autók használták a KERS-t.

## A világbajnokság állása a verseny után
| H  | Versenyzők         | Pont | H  | Konstruktőrök    | Pont |
| -- | ------------------ | ---- | -- | ---------------- | ---- |
| 1. | Jenson Button      | 41   | 1. | Brawn-Mercedes   | 68   |
| 2. | Rubens Barrichello | 27   | 2. | Red Bull-Renault | 38,5 |
| 3. | Sebastian Vettel   | 23   | 3. | Toyota           | 26,5 |
| 4. | Mark Webber        | 15,5 | 4. | McLaren-Mercedes | 13   |
| 5. | Jarno Trulli       | 14,5 | 5. | Renault          | 9    |

## Statisztikák
Vezető helyen:
- Rubens Barrichello: 32 (1-19 /21-31 / 49-50)
- Jenson Button: 33 (32-48 / 51-66)
- Felipe Massa: 1 (20)

Jenson Button 5. győzelme, 6. pole-pozíciója, Rubens Barrichello 15. leggyorsabb köre.
- Brawn 4. győzelme.
- Akik az első öt futamon legalább 40 pontot szedtek össze: Nigel Mansell (Williams-Renault, 1992, 50 pont, 5 győzelem); Michael Schumacher (Benetton-Ford, 1994, 46 pont, 4 győzelem, majd Ferrari, 2004, 50 pont, 5 győzelem); Damon Hill (Williams-Renault, 1996, 43 pont, 4 győzelem) és Fernando Alonso (Renault, 2005, 44 pont, 3 győzelem és 2006, 44 pont, 2 győzelem).
- Massa négy pont nélkül zárt futam után Barcelonában végre egységet szerzett, szám szerint hármat, így a brazil már összesen 301 pontnál jár a Formula–1-ben, amivel a 18. helyen áll az ezt számon tartó listán. A ferraris egyébként még sosem kezdett olyan rosszul szezont, mint 2009-ben.
- A Toyota ugyanakkor idén először maradt ki a pontszerzők közül, miután Jarno Trulli rögtön a rajtot követően kiszállt a spanyol küzdelemből, Timo Glock pedig csak a tizedikként hajtott át a célvonalon. Mindez azt is jelenti, hogy a jelenlegi mezőnyből már egyedül csak Brawn GP-sek mondhatják el magukról azt, hogy minden versenyen pontot szereztek.